# Gallok

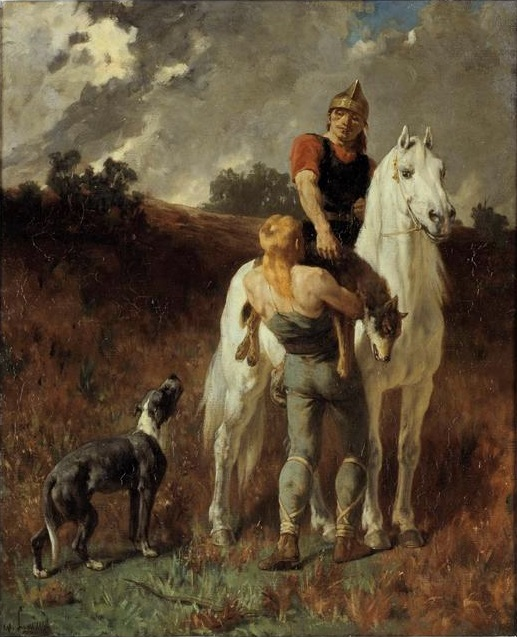
A vadászatból visszatérő gall (1906), Évariste Vital Luminais alkotása

A gallok (latinul: Galli; ógörögül: Γαλάται, Galátai) a kelta népek egy csoportja volt a kontinentális Európában a vaskorban és a római korban (nagyjából a Kr. e. 5. századtól a Kr. u. 5. századig). Hazájuk Gallia néven volt ismeretes. A gallt, egy kontinentális kelta nyelvet beszéltek.
A gallok az i. e. 5. század körül jelentek meg a La Tène-kultúra hordozóiként az Alpoktól északra és nyugatra. A Kr. e. 4. századra a mai Franciaország, Belgium, Svájc, Dél-Németország, Ausztria és Csehország nagy részén elterjedtek, mivel a Rhône, a Szajna, a Rajna és a Duna folyórendszerei mentén húzódó kereskedelmi útvonalakat ellenőrizték. Hatalmuk csúcspontját az i. e. 3. században érték el. A Kr. e. 4. és 3. században a gallok terjeszkedtek Észak-Itáliában (Gallia Cisalpina), ami a római-gall háborúkhoz vezetett, és a Balkánon, ami a görögökkel való háborúhoz vezetett. Ez utóbbi gallok végül Anatóliában (a mai Törökországban) telepedtek le, és galaták néven váltak ismertté.
Az első pun háború befejezése után a felemelkedő Római Köztársaság egyre nagyobb nyomást gyakorolt a gall befolyási övezetre. A telamoni csata (i. e. 225) a gall hatalom fokozatos hanyatlását jelentette a Kr. e. 2. században. A rómaiak végül a gall háborúkban (i. e. 58-50) meghódították Galliát, és római provinciává tették, ami a gallo-római kultúra hibridjét hozta létre.
A gallok számos törzsből (toutās) álltak, amelyek közül sokan nagy, oppida nevű erődített településeket építettek (például Bibracte), és saját érméket vertek. Gallia soha nem volt egységes uralkodó vagy kormányzat alatt, de a gall törzsek képesek voltak egyesíteni seregeiket nagyszabású hadműveletekben, mint például a Brennus és Vercingetorix által vezetett hadműveletek. Ősi kelta vallást követték, amelyet druidák felügyeltek. A gallok alkották meg a Coligny-naptárat.

## Gall törzsek
A gallok számos törzsből álltak, amelyek egy adott területet ellenőriztek, és gyakran építettek nagy, megerősített településeket, amelyeket oppidumoknak neveztek. Gallia meghódításának befejezése után a Római Birodalom e törzsek többségét várossá tette. A korai galliai egyház földrajzi felosztása ezután ezeken alapult, és a francia forradalomig francia egyházmegyékként működött tovább.
Az alábbiakban a feljegyzett galliai törzsek, valamint a római kori fővárosaik listája következik, mind latinul, mind a rekonstruált galliai nyelven (*).

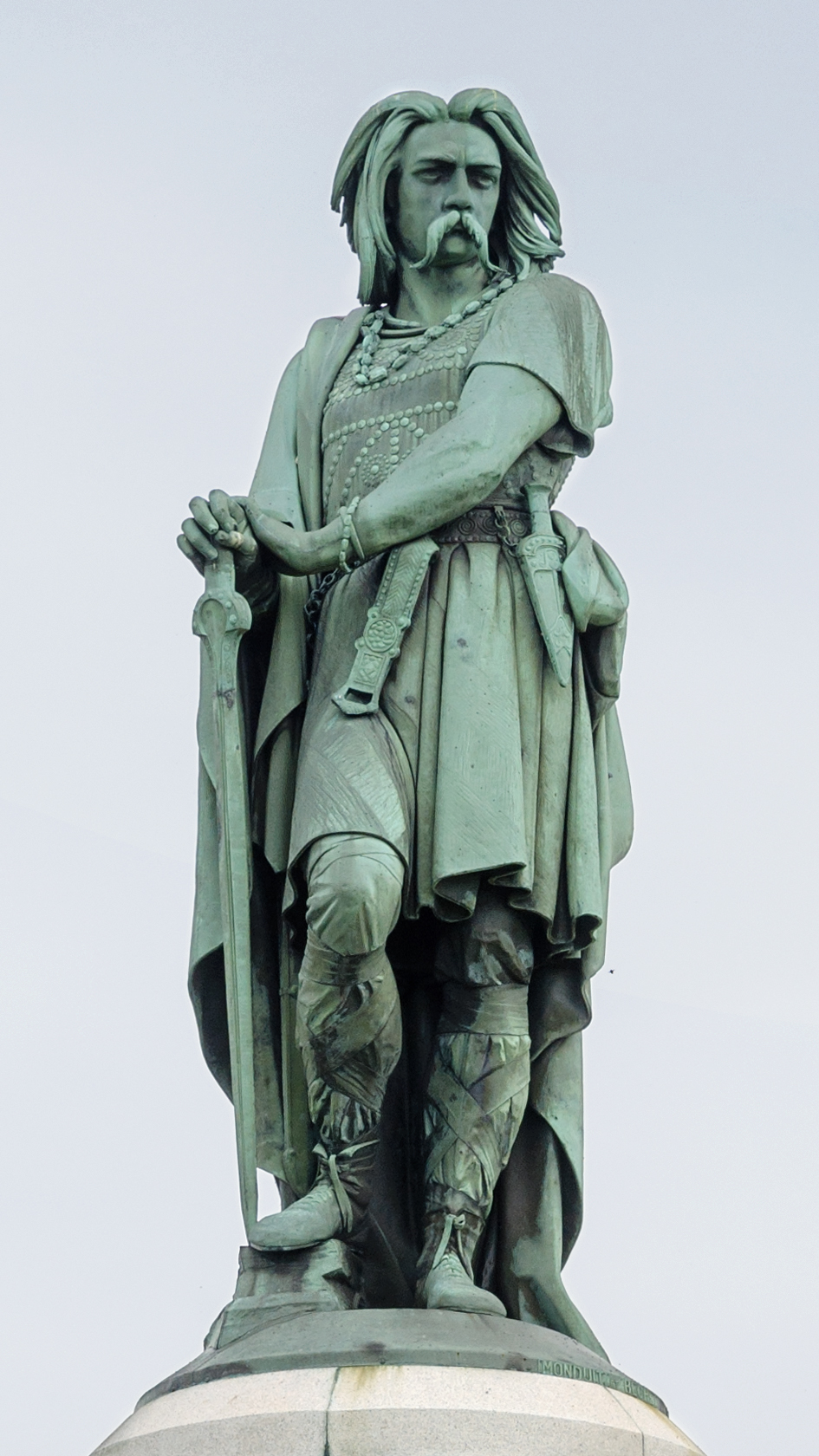
Vercingetorix emlékműve Alesia-ban, Alise-Sainte-Reine falu közelében, Franciaországban.

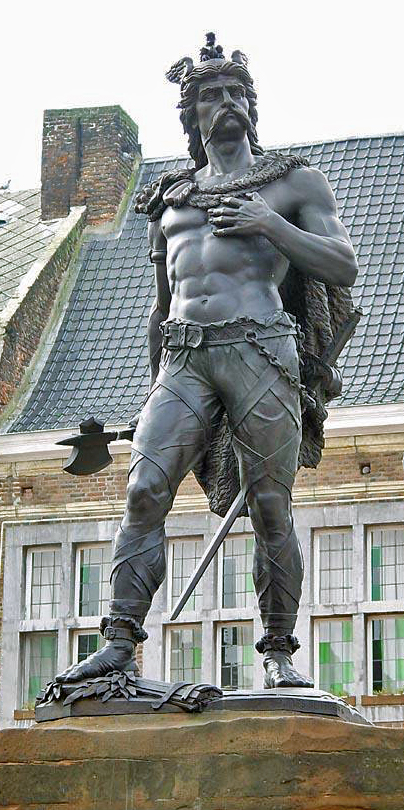
Ambiorix, az Eburók vezetőjének szobra a belgiumi Tongerenben.

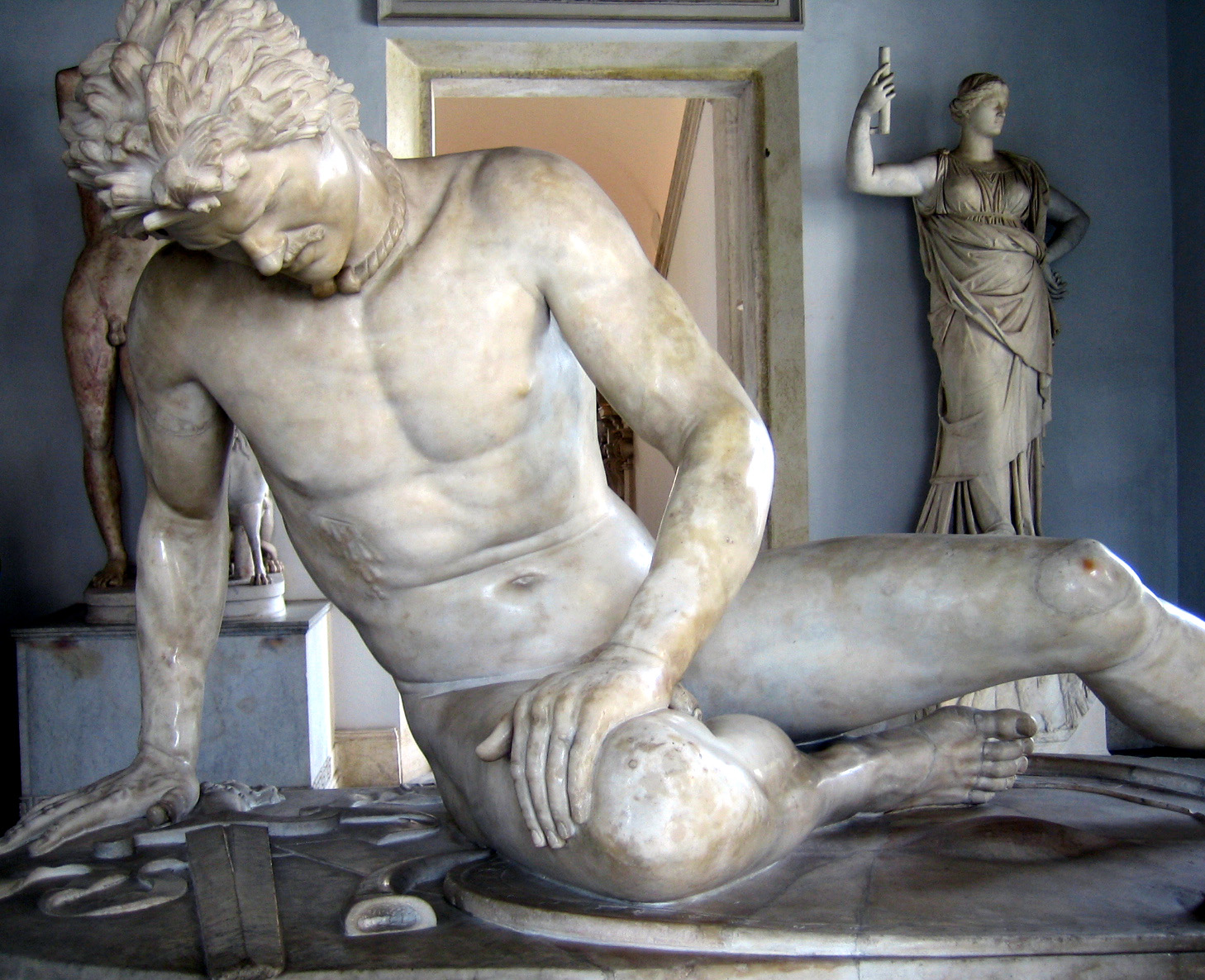
A haldokló gall szobor, Róma

| Törzs                             | Főváros                                                  |
| --------------------------------- | -------------------------------------------------------- |
| Haeduusok                         | Bibracte (Mont Beuvray)                                  |
| Allobrogok                        | Solonion (Salagnon), Vienna (Vienne)                     |
| Ambarrusok                        | a Rhône és a Saône folyók találkozásának közelében       |
| Ambianusok                        | Samarobriva (Amien)                                      |
| Ansok (*Andecawī)                 | Juliomagos Andecavorum (Angers)                          |
| Arecomicusok                      | Nemausus (Nîmes)                                         |
| Arvernusok (*Arwernī)             | Gergovia (La Roche-Blanche)                              |
| Atrebasok                         | Nemetocenna (Arras)                                      |
| Cenomanosok                       | Vindunom (Le Mans)                                       |
| Baiokassok (?)                    | Augustodurum (Bayeux)                                    |
| Boiok                             | Bononia (Bologna)                                        |
| Bellovacusok (*Bellowacī)         | Bratuspantion (Beauvais)                                 |
| Biturigek                         | Avaricum (Bourges), Burdigala (Bordeaux)                 |
| Brannovicusok (?) (*Brannowīcēs)  | Matiscon (Mâcon)                                         |
| Brigantok (?)                     | Brigantion (Bregenz)                                     |
| Kadurkok                          | Uxellodunum (Cahors)                                     |
| Caletusok                         | Caracotinum (Harfleur, Sandouville (?), Lillebonne (?) ) |
| Carnusok                          | Aquileia                                                 |
| Carnutesek (*Carnūtī)             | Autricum (Chartres), Cenabum (Orléans)                   |
| Catalaunok (*Catu-wellaunī)       | Durocatelaunos (Châlons-en-Champagne)                    |
| Caturixek                         | Ebrodunom (Embrun)                                       |
| Cavarik (?) (*Cawarī)             | Arausion (Orange)                                        |
| Cenománok                         | Brixia (Brescia)                                         |
| Ceutronok                         | Darantasia (Tarentaise)                                  |
| Coriosolisok                      | Corseul                                                  |
| Diablinták                        | Noeodunom (Jublains)                                     |
| Durokássziak (?)                  | Durocassium (Dreux)                                      |
| Eburók                            | Atuatuca (Tongeren)                                      |
| Eburovicek (?) (*Eburowīcēs)      | Mediolanum Aulercorum (Évreux)                           |
| Gabalusok                         | Andreritum (Javols)                                      |
| Graiocelek                        | Ocellum (Aussois) ?                                      |
| Helvétek (*Heluetī)               | Brenodurum? (Bern), Aventicum (Avenches)                 |
| Helviusok (*Helwī)                | Alba Helviorum (Alba-la-Romaine)                         |
| Insuberek                         | Mediolanum (Milánó)                                      |
| Lemovicusok (*Lemowīcēs)          | Durotincum (Villejoubert), Augustoritum (Limoges)        |
| Leuciak (*Lewcī)                  | Tullum (Toul)                                            |
| Lexoviusok (*Lexsowī)             | Noviomagos (Lisieux)                                     |
| Lingók                            | Andematunnon (Langres)                                   |
| Mediomatricesek                   | Divodurum (Metz)                                         |
| Medulliak                         | Maurienne (?)                                            |
| Menapiusok                        | Castellum Menapiorum (Cassel)                            |
| Moriniak                          | Bononia (Boulogne-sur-Mer)                               |
| Namneték                          | Condevincum (Nantes)                                     |
| Nantuaták                         | Tarnaiae (Massongex)                                     |
| Nerviusok (*Nerwī)                | Bagacum (Bavay)                                          |
| Nitiobrigesek                     | Aginnon (Agen)                                           |
| Osismiak (*Ostimī)                | Vorgium (Carhaix)                                        |
| Parisusok (?)                     | Lutetia (Párizs)                                         |
| Petrocoriusok                     | Vesunna (Périgueux)                                      |
| Pictonok                          | Lemonum (Poitiers)                                       |
| Raurákok                          | Basel oppidum, Augusta Raurica (Kaiseraugst)             |
| Redonok                           | Condate (Rennes)                                         |
| Rémiek (?)                        | Durocortorum (Reims)                                     |
| Ruteniek (?)                      | Segodunom (Rodez)                                        |
| Szalasziak                        | Aosta                                                    |
| Santonok                          | Mediolanum Santonum (Saintes)                            |
| Sedunok                           | Sedunum (Sion)                                           |
| Segusiavik (*Segusiawī)           | Forum Segusiavorum (Feurs)                               |
| Segusiniek                        | Segusio (Susa)                                           |
| Szenonok                          | Agedincum (Sens)                                         |
| Sequanusok                        | Vesontion (Besançon)                                     |
| Szveszionok (?)                   | Noviodunum (Pommiers), Augusta Suessionum (Soissons)     |
| Taurinok                          | Taurasia (Torino)                                        |
| Tectosages                        | Tolosa (Toulouse)                                        |
| Tigurinok                         | Eburdodunom (?) (Yverdon)                                |
| Treverusok (*Trēwerī)             | Trier, Titelberg                                         |
| Trikasztinok (?)                  | Augusta Tricastinorum (Saint-Paul-Trois-Châteaux)        |
| Turónok                           | Ambatia (Amboise), Caesarodunum (Tours)                  |
| Velaunok (?) (*Wellaunī)          | Brigantio (Briançonnet)                                  |
| Veliocassák (?) (*Weliocassēs)    | Rotomagos (Rouen)                                        |
| Vellavusok (?) (*Wellawī)         | Ruessium (Saint-Paulien), Anicium (Le Puy-en-Velay)      |
| Venelliek (?) (*Wenellī)          | Crociatonum (Carentan)                                   |
| Venétek (*Wenetī)                 | Dariorium (Vannes)                                       |
| Veragrik (?) (*Weragrī)           | Octodurus (Martigny)                                     |
| Vertamocorusok (?) (*Wertamocorī) | Novaria (Novara)                                         |
| Viducassesok (?) (*Widucassēs)    | Aregenua (Vieux)                                         |
| Vindeliciek (?) (*Windelicī)      | Augusta Vindelicorum (Augsburg)                          |
| Viromanduiek (?) (*Wiromanduī)    | Augusta Viromanduorum (Saint-Quentin)                    |
| Vocontusok (?) (*Wocontī)         | Vaison-la-Romaine                                        |